# Crash: The Mystery of Flight 1501
Crash: The Mystery of Flight 1501 er en amerikansk film fra 1990 af Philip Saville.

## Medvirkende
- Cheryl Ladd som Diane Halstead
- Jeffrey DeMunn som Scott Cody
- Frederick Coffin som Wes Goddard
- Peter Jurasik som Bob Stanton
- Jim Metzler som Spence Zolman
- Jeff McCarthy som Chet Harmon
- Moira Walley-Beckett som Pamela Hayes
- Doug Sheehan som Gregory "Greg" Halstead